# Windows Recovery Environment
Windows 回復環境 (Windows Recovery Environment, Windows RE, WinRE) とは、起動時の問題をトラブルシュートするための環境である。
Windows Vistaで初めて導入され、Windows 7、Windows Server 2008 R2、Windows 8、Windows Server 2012、Windows 10などのオペレーティングシステムで利用できる。既定では、正常な起動を妨げる可能性のあるエラーの診断・修復、復元を補助するツールセットを含むが、WindowsをプレインストールするPCの販社によってカスタマイズが可能である。

## 概要
Windows REの実体は、Windows PEをベースとした、各種のコマンドを含む回復用のオペレーティングシステムである。
Windows 7、OEMプリインストール環境のWindows Vistaでは、Windowsの起動オプションから修復オプションとして起動することができる。この環境は、Windows Boot Managerが格納されるボリューム上のbootディレクトリと、Windowsがインストールされるボリューム上のRecoveryディレクトリによって構成される。前者には起動エントリの実体であるBCDとメモリ診断ツール (memtest.exe) が含まれており、後者にはWindows PEの本体が格納されている。
Windowsインストールディスクからも起動可能で、この場合はインストーラの修復オプションから各種のツールセットが利用可能である。

## 構成
Windows REは、主に次の機能を含む。

### スタートアップ修復 (Startup Repair)
自動的に、Windowsのスタートアップに関する起動エラーを診断し、必要に応じて自動的に修復する。自動的に修復可能なエラーは、ブートレコード・エントリの修復、チェックディスク、システムの復元など、多岐に渡る。

### システムの復元 (System Restore)
Windowsによって自動的に記録された復元ポイントより、Volume Shadow Copyを利用してコンピュータを以前の状態に戻す。

### システム イメージの回復 (Complete PC Restore)
システム環境をディスク イメージとして記録しておくことで、トラブルが生じた際にシステム環境を完全に復元（回復）することができる。一般的なサードパーティー製バックアップツールの基本機能に近い機能を提供するものである。
ここで提供されるのは復元機能のみで、環境のバックアップは正常に動作するWindows上から行う必要がある。

### Windows メモリ診断
コンピュータの物理的な問題が疑われる場面において、コンピュータ上のRAMメモリの診断を行う。同種のツールにはmemtest86などがある。

### コマンド プロンプト
Windows PE上で動作するコマンドプロンプトである。後述する回復コンソールとは異なり、完全なコマンドプロンプトが提供されている。Windows REが起動した時点でRAMドライブがマウントされており、これには環境修復に使用可能なコマンド群が格納されるため、コマンドプロンプト上から利用することができる。
また、Windows PEによって認識されている各種ボリューム上の任意のプログラムも実行が可能であり、Windowsの機能を多用しないものであれば、サードパーティによるWindowsアプリケーション（ツール）もコマンドプロンプト経由で利用が可能である。

## Windows 回復コンソールとの比較
Windows が導入される以前は、Windows 2000、Windows XPなどにおいて、Windows 回復コンソールが提供された。これはファイル操作やディスクの診断操作などを目的とした、手動操作によるコマンドプロンプト・ライクなコンソールである。
回復コンソールのコマンドライン アクティビティに厳しい制限が設けられていたのに対して、GUI環境を備えたWindows REは、システム復元や自動修復などのほか、標準的なコマンドプロンプトを装備している。このコマンドプロンプトは SYSTEM 権限で呼び出され、必要な操作をほぼ何でも実行できることから、Windows Vista以降のUACや、回復コンソール等の制限された環境とは大きく異なるため、それらの環境に慣れた者が操作する場合に注意を要する。